# 복셀

복셀을 쌓은 모습. 음영 부분이 1개의 복셀이다.

복셀(voxel)은 체적 요소이며, 3차원 공간에서 정규 격자 단위의 값을 나타낸다. 복셀이라는 용어는 부피 (volume)와 픽셀 (pixel)을 조합한 혼성어이다. 이것은 2차원 이미지 데이터가 픽셀로 표시되는 것에 대한 비유이다. 복셀은 의료 및 과학 데이터 시각화 및 분석에 자주 사용된다. 픽셀뿐만 아니라 복셀 자체는 공간의 좌표를 갖지 않지만 다른 복셀 군과의 위치 관계 (즉, 하나의 입체 이미지를 구성하는 데이터 구조의 각 위치)에서 짐작할 수 있다.

## 같이 보기
- 픽셀
- 텍셀
- 볼륨 렌더링
- 단층 촬영 (토모그래피, tomography)
- 정량 감수성 지도화